# Kefersteinia niesseniae
Kefersteinia niesseniae är en orkidéart som beskrevs av Pedro Ortiz Valdivieso. Kefersteinia niesseniae ingår i släktet Kefersteinia och familjen orkidéer. Inga underarter finns listade i Catalogue of Life.